# Stazione di Condofuri
La stazione di Condofuri è una stazione ferroviaria posta sulla ferrovia Jonica. Serve il centro abitato di Condofuri.

## Strutture e impianti
La stazione dispone di 4 binari tronchi non più utilizzati e 3 binari per il servizio viaggiatori. È presente un monitor per fornire informazioni ai passeggeri.

## Movimento
La stazione è servita da treni regionali operanti sulla relazione Reggio Calabria Centrale - Roccella Jonica

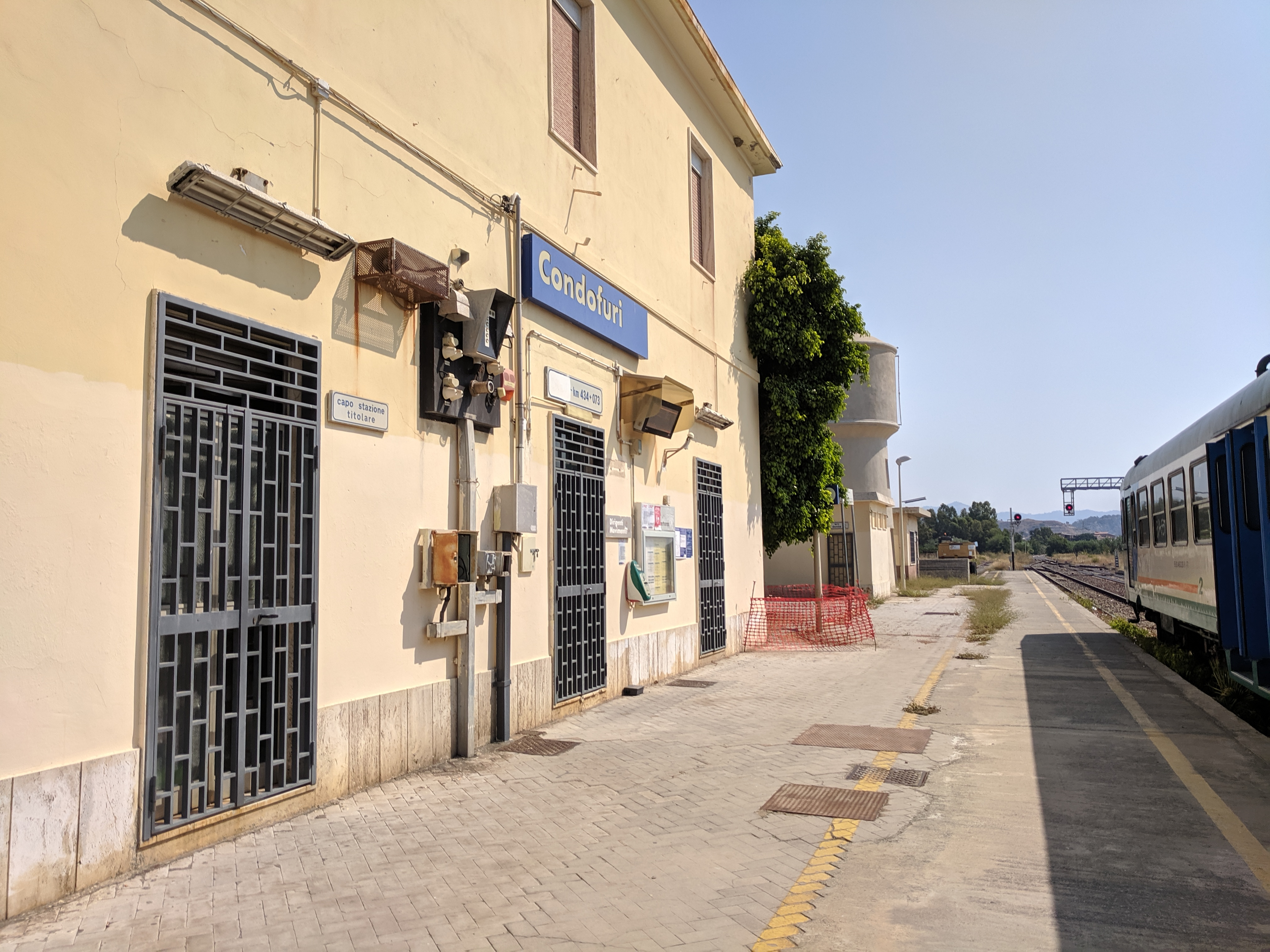
Marciapiede binario 1

## La strage del 15 agosto 1943
Nel corso della Seconda guerra mondiale, esattamente il 15 agosto 1943, la stazione di Condofuri è stata teatro di una delle stragi più violente. Un convoglio composto da molte vetture piene di soldati venne colpito dai cacciabombardieri alleati, provocando circa 1000 morti. Una vettura in particolare venne colpita duramente, provocando un incendio e bruciando tutte le altre. Solo dopo 7 anni, nel 1950, grazie ad un comitato di cittadini i corpi ebbero degna sepoltura, venendo tumulati nel cimitero di San Filippo a Condofuri. In loro memoria furono poste due lapidi: una nel cimitero stesso e un’altra davanti alla stazione.